# Mistrzostwa Afryki w Zapasach 1982
Mistrzostwa Afryki w zapasach w 1982 rozegrano 28 lipca 1982 roku w Casablance.

## Tabela medalowa
Gospodarz zawodów został zaznaczony kolorem.
| Miejsce | Kraj     | Złoto | Srebro | Brąz | Razem |
| 1.      | Egipt    | 10    | 4      | 6    | 20    |
| 2.      | Maroko   | 7     | 1      | 2    | 10    |
| 3.      | Tunezja  | 1     | 5      | 2    | 8     |
| 4.      | Senegal  | 1     | 3      | 1    | 5     |
| 5.      | Niger    | 1     | 1      | 0    | 2     |
| 6.      | Algieria | 0     | 4      | 6    | 10    |
| 7.      | Nigeria  | 0     | 2      | 3    | 5     |
| Razem   | Razem    | 20    | 20     | 20   | 60    |

## Wyniki mężczyźni

### styl wolny
| Waga    | Złoto:                    | Srebro:            | Brąz:              |
| 48 kg   | Quibri                    | Omar Bensmail      | Sami Kamal Mursi   |
| 52 kg   | Mahmud Fath Allah Barakat | Mansour Douissi    | Mohamed Hachaichi  |
| 57 kg   | Ali Laszkar               | Antony Obakah      | Imad Ali           |
| 62 kg   | Austine                   | Ahmed Gharbi       | Ahmad Szahin       |
| 68 kg   | Sa’id as-Sawakin          | Khalifa Ben Naceur | Husam ad-Din Hamid |
| 74 kg   | Muhammad Hammad           | Martins Ubaha      | Rachid Halafi      |
| 82 kg   | Muhammad al-Aszram        | Zouhair Seghaier   | Kally Agogo        |
| 90 kg   | Rida at-Tatawi            | Amadou Katy Diop   | Jim Obot           |
| 100 kg  | Chamis Abu Samra          | Habib Cheikh       | Balagun Mubinu     |
| +100 kg | Mamadou Sakho             | Christophe         | Aszraf al-Biltadżi |

### styl klasyczny
| Waga    | Złoto:               | Srebro:                     | Brąz:               |
| 48 kg   | Sa’id Abd al-Wahid   | Abd al-Malik al-Awwad       | Segui Mourad        |
| 52 kg   | Abou Shama Bakr      | Bachir Chikhi               | Abdelkrim Hanine    |
| 57 kg   | Ali Laszkar          | Imad Ali                    | Mohamed Fercat      |
| 62 kg   | Ibrahim Luksajri     | Ahmad Husajn                | Khalifa Ben Naceur  |
| 68 kg   | Sa’id as-Sawakin     | Szaban Abd al-Wahhab Szaban | Mohamed Sellaoui    |
| 74 kg   | Abd al-Aziz at-Tahir | Mounji Boucetta             | Mustafa al-Fiki     |
| 82 kg   | Muhammad al-Aszram   | Abdelmajid Boufatit         | Brahim Toughza      |
| 90 kg   | Jabeur Dridi         | Rida at-Tatawi              | Yakan Ngom          |
| 100 kg  | Chamis Abu Samra     | Ambroise Sarr               | Khalifa Ben Nasseur |
| +100 kg | Hasan al-Haddad      | Mamadou Sakho               | Ali Gharbi          |